# Nyuja
A Nyuja (oroszul: Нюя, jakut nyelven: Ньүүйэ) folyó Oroszország ázsiai részén, Jakutföldön, a Léna bal oldali mellékfolyója.

## Földrajz
Hossza: 798 km, vízgyűjtő területe: 38 100 km², évi közepes vízhozama: 115 m³/sec (a torkolattól 132 km-re).
A Léna-felföld nyugati részén ered és a felföldön folyik végig, jellemzően keleti irányban; középső szakaszától nagyjából a Léna medrével párhuzamosan. Lenszk város alatt, Nyuja falunál torkollik a Lénába. Bal oldali, északnyugat-északról lefutó mellékfolyói a jelentősebbek, melyek a felföld vizeit gyűjtik össze:
- Homaki (181 km)
- Ulahan-Murbaji (201 km)
- Occsuguj-Murbaji (190 km)
- Betyincse (173 km)

Októbertől májusig befagy, a felső szakaszán néha fenékig. Tavaszi árvize van, május–júniusban folyik le az éves vízhozamának kb. 75%-a. A torkolattól 146 km-ig, a Betyincse beömléséig hajózható. Partjain kevés a település, városok nincsenek. A torkolat közelében található Becsencsa falu, a torkolat mellett pedig Nyuja falu. 